# لوک تن
لوک تن (انگلیسی: Luke Tan؛ زادهٔ ۱۹۷۷) یک خواننده اهل ایالات متحده آمریکا است.
ملقب به مایکل لوچتان ، خواننده و ترانه سرا است. ترانه های او عموماً در موضوعات زندگی و مرگ ، غم جدایی و ناامیدی  است. او  ازجامعه به خاطر ریا و مادیگرای زیاد مورد  انتقاد قرار میدهد . یکی از آهنگهای او توسط نیل یانگ برای آهنگهای ضد جنگ انتخاب شد. در سال 2007 وی در حال حاضر مدیر ارکستر Asheville Tango است